# Bissendysse
Der Bissendysse war eine megalithische Grabanlage der jungsteinzeitlichen Nordgruppe der Trichterbecherkultur im Kirchspiel Farum in der dänischen Kommune Furesø. Er wurde im 19. oder frühen 20. Jahrhundert zerstört.

## Lage
Das Grab lag nördlich von Farum und westlich von Birkerød auf einem Feld. In der näheren Umgebung gibt bzw. gab es mehrere weitere megalithische Grabanlagen.

## Forschungsgeschichte
Im Jahr 1875 führten Mitarbeiter des Dänischen Nationalmuseums eine Dokumentation der Fundstelle durch. Bei einer weiteren Dokumentation im Jahr 1942 waren keine baulichen Überreste mehr auszumachen.

## Beschreibung
Die Anlage besaß eine nordost-südwestlich orientierte rechteckige Hügelschüttung unbekannter Länge und einer Höhe von etwa 3 m. Der Hügel bestand aus Erde, die mit Steinen und Feuerstein-Grus durchsetzt war. Von der Umfassung waren 1875 noch die meisten Steine erhalten, aber nur zwei standen noch aufrecht.
Der Hügel enthielt zwei Grabkammern, die beide als Urdolmen anzusprechen sind. Die südwestliche Kammer bestand ursprünglich aus vier Wandsteinen und einem Deckstein. Sie war aber schon vor 1875 entfernt worden und es konnte hier nur noch eine Grube registriert werden. Zur Orientierung und den Maßen der Kammer liegen keine Angaben vor.
Die nordöstliche Kammer war nord-südlich orientiert und besaß einen rechteckigen Grundriss. 1875 waren noch die beiden Wandsteine an den Langseiten und der nördliche Abschlussstein erhalten. Der südliche Abschlussstein und der Deckstein fehlten bereits. Zu den Maßen der Kammer liegen keine Angaben vor.